# ناحیه ژیگان
ناحیه ژیگان (به لاتین: Zhigansky District) یک منطقهٔ مسکونی در روسیه است که در یاقوتستان واقع شده‌است.